# Franz Herz (Schauspieler)

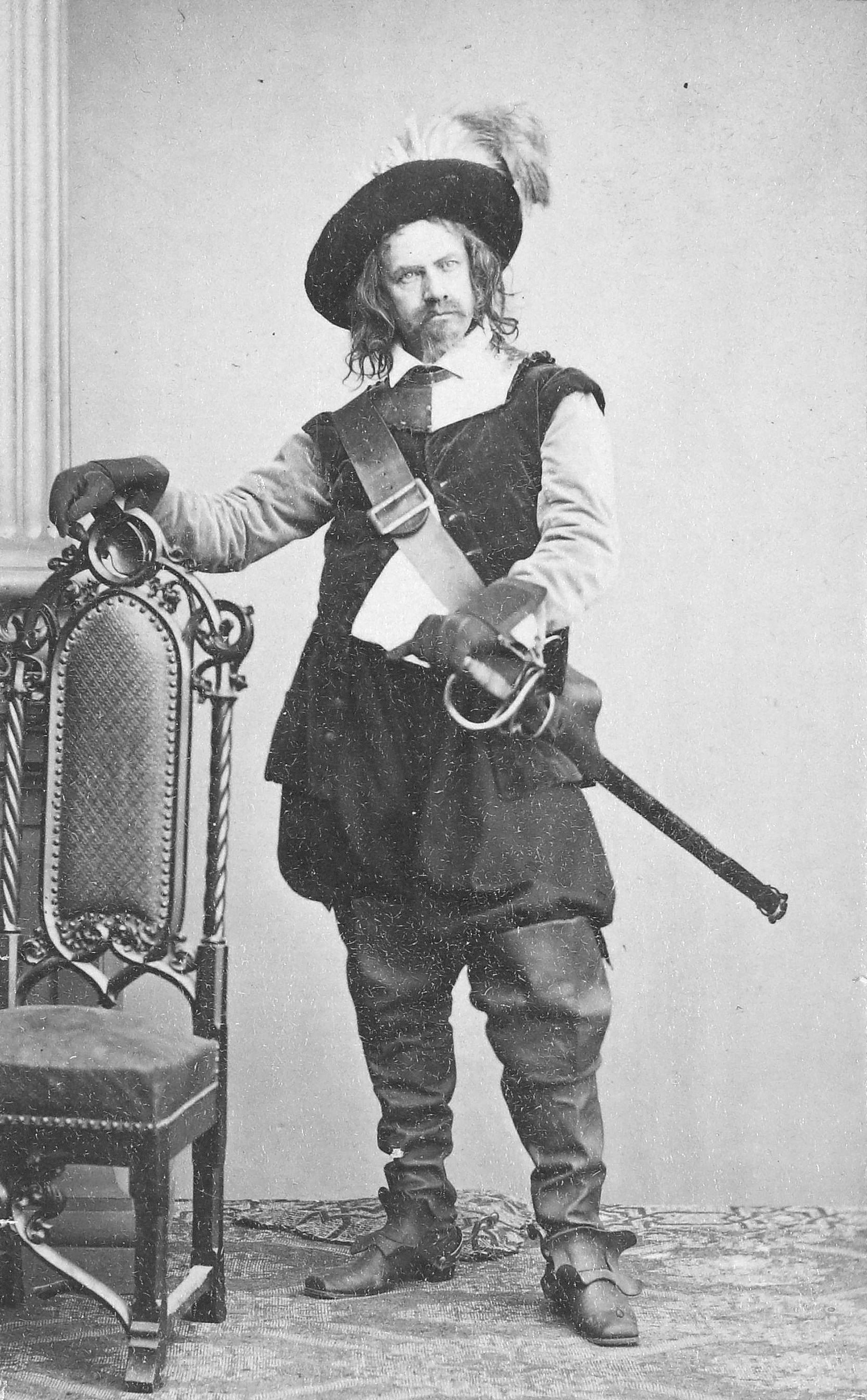
Franz Herz, Rollenbild um 1860

Franz Herz (* 24. Dezember 1817 in Münster/Westfalen; † 23. April 1889 in München) war ein deutscher Schauspieler.

## Leben
Franz Herz fand nach einem Wander-Spiel-Leben im Rheinland fand er 1845 in Bremen einen erste fest Anstellung. Danach hatte er Engagements in Hamburg, Regensburg, Graz und Düsseldorf. Von 1853 bis 1858 spielte er am Wiesbadener Hoftheater. Von dort lud ihn Friedrich Dahn zu einem Gastspiel im Münchner Hoftheater ein. Erfolgreiche Rollen waren seine Darstellung des Mephisto in Goethes "Faust", Shylock in Shakespeares "Der Kaufmann von Venedig", des Präsidenten in Molières "Tartüff" und des Carlos in Goethes "Clavigo". Sie begründeten das Engagement von Herz am Münchner Hoftheater. Dort spielte er neben den Charakterrollen auch Naturburschen und komischen Rollen.
Franz Herz starb 1889 im Alter von 71 Jahren in München.

## Grabstätte

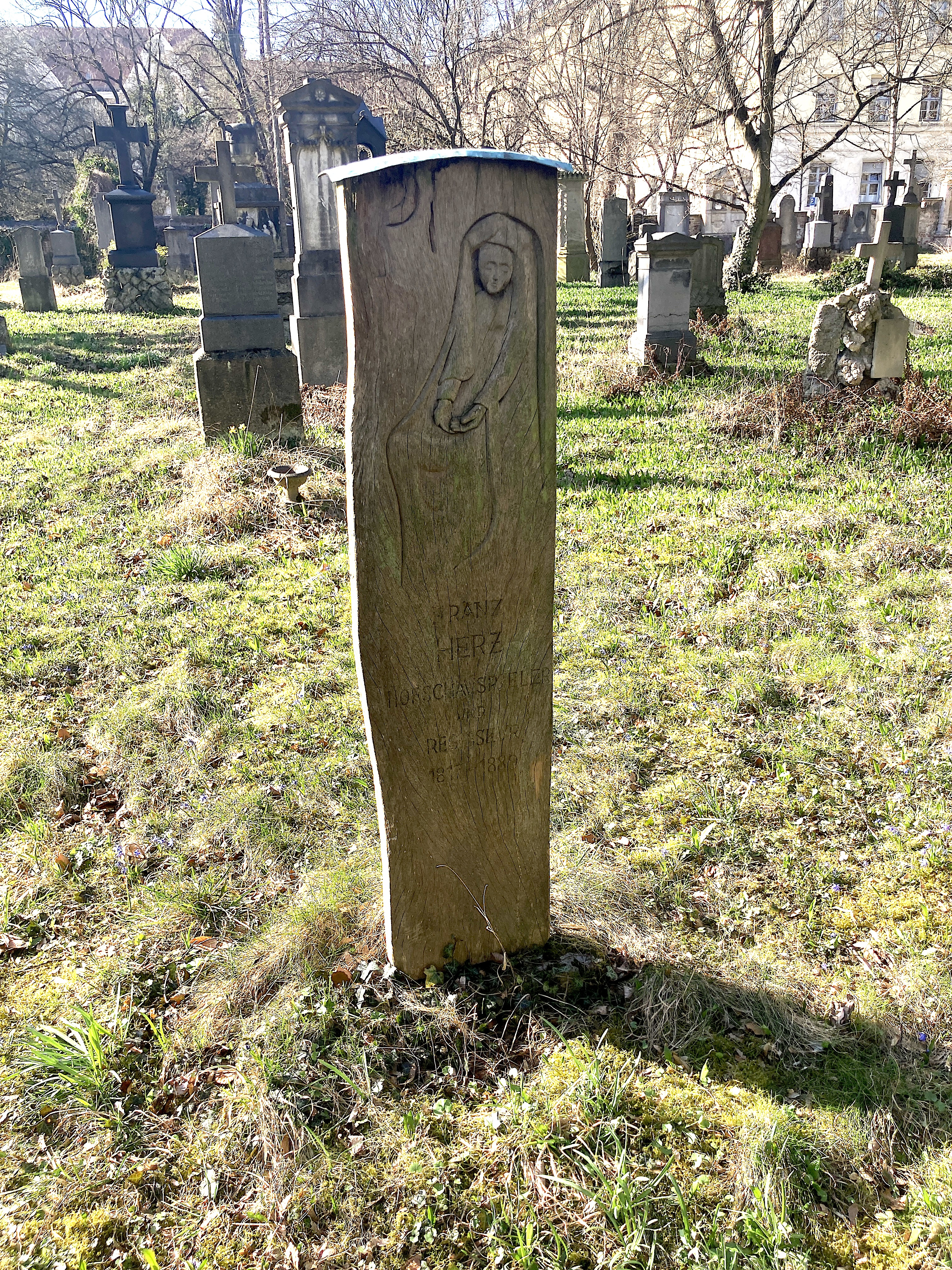
Grab von Franz Herz auf dem Alten Südlichen Friedhof in München

Die Grabstätte von Franz Herz befindet sich auf dem Alten Südlichen Friedhof in München (Gräberfeld 6 – Reihe 2 – Platz 32/33) Standort.In dem Grab liegen auch die Schwiegereltern von Franz Herz Heinrich Büttgen und Jeanette Büttgen.

## Familie
Verheiratet war Franz Herz mit Caroline Büttgen, deren Eltern Heinrich Büttgen (1821–1876) und Jeanette Büttgen (1824–1884) ebenfalls bekannte Schauspieler waren.
Fritz Herz, der Sohn von Franz Herz mit seiner Ehefrau Caroline wurde ebenfalls ein bekannter Schauspieler.